# Hecatera cappa
Hecatera cappa es una especie de mariposa nocturna de la familia Noctuidae. Se encuentra desde el norte de África, centro y este de Europa hasta Asia Central. 
Los adultos vuelan en abril y mayo en el este del Mediterráneo, donde sólo nace una generación al año, mientras que en Europa central nacen dos generaciones anuales, que vuelan a principios y finales de verano.
Las larvas se alimentan de las flores y semillas de varias especies de Scrophularia y Delphinium.